# Kościół Wniebowzięcia Najświętszej Marii Panny w Nowej Wsi
Kościół pw. Wniebowzięcia NMP w Nowej Wsi – zabytkowy kościół we wsi Nowa Wieś (powiat kłodzki).

## Historia
Barokowy kościół filialny parafii św. Mikołaja w Domaszkowie, zbudowany na planie krzyża łacińskiego, na początku XVIII w. według projektu Jakoba Carove, przebudowany w 1804. Front flankują dwie wieże zwieńczone hełmami. Druga co do wielkości świątynia na ziemi kłodzkiej.